# بربادوسيون
باربادوسيون أو بيجنز هم أناس أصلهم من جزيرة باربادوس في البحر الكاريبي سواء كانوا يعيشون هناك أو مغتربين في دول أخرى كالمملكة المتحدة, الولايات المتحدة الأمريكية, كندا و البرازيل .

## مشاهير باربادوس
- ريانا، مغنية بوب ولدت في سانت مايكل.[1]
- تينو بيست، لاعب كريكيت.
- غارفيلد سوبرز، لاعب كريكيت.